# Полковник и однополчане
«Полковник и однополчане» — советская и российская рок-группа. Основана в 1996 году. Лидер группы — Алексей «Полковник» Хрынов. В студийных и концертных составах «однополчан» играло более 60 человек из самых разных коллективов.

## История

### Пол-ГПД (1988—1989)
Алексей «Полковник» Хрынов появился на нижегородской рок-сцене в 1986 году. Свои песни он исполнял сольно под гитару. Участвовал в многочисленных рок-фестивалях по всему СССР, гастролировал. В конце 1988 года Полковник объединился с дзержинской «ГПД». Группа стала называться «Пол-ГПД» (Полковник и ГПД). Тогда её состав был таким:
- Сергей «Чиж» Чиграков;
- Михаил «Майк» Староверов;
- Евгений «Мощный» Баринов;
- Алексей «Полковник» Хрынов.

Группа много и успешно выступала. В конце 1989 года Чиж уезжает в Харьков, после чего «Пол-ГПД» распадается.
С 1990 по 1995 год Полковник выступал с концертами редко и бессистемно.

### Альбом «Первый призыв» (1996)
Группа «Полковник и однополчане» образовалась в январе 1996 года по идее Сергея Фирсова при поддержке Олега Грабко. Известный питерский коллекционер и продюсер записей Ленинградского рок-клуба предложил Грабко записать одного из двух незаслуженно «забытых» музыкантов: Александра Чернецкого или Алексея «Полковника» Хрынова и дал ему послушать аудиокассету с записями обоих.
Эту кассету под названием «Волга да Ока» Фирсов записал ещё в 1985 году.
Так получилось, что возможность приехать в Санкт-Петербург на запись нашёл Полковник. Так 16 января 1996 года на Петербургской студии грамзаписи «Мелодия» с помощью звукорежиссёра Александра Докшина началась запись первого альбома. За три смены была записана «рыба» (голос с отсечённой специальной доской гитарой). Кроме того были записаны три песни Дмитрия Некрасова (ДНК), с которым приехал Полковник. Все остальные инструменты записывались уже после отъезда в Нижний Новгород друзьями Хрынова. Запись продлилась до лета и ещё несколько вещей были закончены только к осени. В основу группы легли песни Алексея «Полковника» Хрынова и Дмитрия Некрасова.
Состав группы во время записи альбома:
- Алексей «Полковник» Хрынов — вокал, гитара;
- Дмитрий «Лысый» Некрасов — вокал, бас-гитара, бэк-вокал;
- Андрей «Худой» Васильев (ДДТ) — гитара, перкуссия;
- Леонид Федоров (АукцЫон) — акустическая гитара, акустический бас, перкуссия, бэк-вокал;
- Михаил Коловский (АукцЫон) — туба;
- Сергей «Чиж» Чиграков (Чиж & Co) — гитары, клавиши, маримба, ударные, перкуссия, аккордеон, бэк-вокал;
- Евгений «Мощный» Баринов (Чиж & Co) — барабаны, перкуссия, аккордеон.

В конце 1996 года вышел сначала сингл «Полковник и однополчане», а затем и альбом группы — «Первый призыв».
Состоялись совместные гастроли по городам России и несколько концертов группы в Санкт-Петербурге и в Москве, но систематические выступления были невозможны из-за занятости участников коллектива в своих группах. В основном Полковник выступает один под гитару или в сопровождении свободных музыкантов. На фестивале «Rock Fuzz» в Санкт-Петербурге во Дворце Спорта «Юбилейный» в состав «Однополчан» вошёл скрипач Никита Зайцев (ДДТ).

### Дальнейшая история (1997—2011)
Второй альбом «Война и любовь» был записан в 1997 году в основном с помощью Сергея «Чижа» Чигракова, к которому присоединился Игорь «Доца» Доценко (ДДТ). В нескольких песнях записались участники предыдущего альбома. В двух песнях на бэк-вокале подпели Марина Шалагаева (Аты-Баты) и Татьяна Прасс (Бабслей). В репертуаре альбома песни Хрынова, Дмитрия Некрасова, Чижа и Николая «Дрёмы» Дремучева. Продюсировал альбом Олег Грабко (Bomba-Piter inc./Manchester files) и это стало последней их совместной работой. Из-за финансового кризиса в августе 1998 года альбом «лёг на полку» и выпущен был только в сентябре 1999 года.
В 2000 году сформировался постоянный «нижегородский» состав группы:
- Алексей «Полковник» Хрынов — вокал, акустическая гитара;
- Максим Поведский — скрипка, гитара;
- Сергей Жаринов — бас;
- Дмитрий Горлянский — клавиши;
- Валерий Малахин — барабаны;
- Алексей «Командор» Розинов — бэк-вокал, перкуссия.

В 2002 году место умершего Валерия Малахина занял Игорь Домашенко. В таком составе в 2003 году записывается третий альбом группы — «Зато как погуляли» (вышел в 2006 году). В 2004 году группу покидает Дмитрий Горлянский, его место занимает Марк Фирер.
«Полковник и однополчане» много выступали с клубными концертами, приняли участие в нескольких фестивалях, таких как «Наполним небо добротой», «Окна открой», «Нашествие», «Перекрёсток», «Прометей».
В 2006 году началась работа над четвёртым альбомом, который предполагалось назвать «Два солнца». С октября 2006 года Андрей Васильев занимался аранжировками, в начале 2007 года были записаны все вокальные партии. При жизни музыканта эта работа так и не была закончена.
4 сентября 2008 года умер клавишник группы Марк Фирер. Через 8 дней — 12 сентября 2008 года Алексей «Полковник» Хрынов скончался от сердечного приступа. Прощание с Полковником состоялось 14 сентября в здании «Русского радио», где Алексей работал. Похоронен на кладбище «Марьина роща» в Нижнем Новгороде.
Со смертью Хрынова группа «Полковник и однополчане» прекратила своё существование.
16 апреля 2011 года на лейбле «Геометрия» был издан последний альбом группы, «Два солнца», а также бонусный DVD. Музыкальный продюсер альбома Андрей «Худой» Васильев привлёк к записи известных музыкантов: Сергея «Чижа» Чигракова, Вадима Курылёва, бэк-вокалисток ДДТ (дуэт «Радуйся»); также в работе принял участие скрипач нижегородского состава Максим Поведский. В 2010—2011 годах специально для издания Васильев осуществил пересведение альбома.
Бонусный DVD «Два Солнца» включает более пяти часов видео — в основном, концертных съемок времён записи пластинки. Кроме того, туда входит записанное Полковником акустическое демо всех песен альбома, видеоряд к которому составляет фотосессия для «Двух Солнц» и её видеосъемка. Авторингом диска занимался Александр Чернецкий («Разные люди»).
С 2008 года в городе Городце Нижегородской области проходит фестиваль «Музыка поколений» имени Алексея «Полковника» Хрынова. В 2011 году фестиваль входил в программу Дня города. В нём приняли участие группы «Однополчане», «Южное шоссе», «МОПР», Александр Яковлев и молодые городецкие музыканты.

## Дискография
- 1989 — «Волга да Ока» (сольный альбом Алексея Хрынова)
- 1996 — «Полковник и однополчане» (сингл) (Bomba-Piter inc., СПб)
- 1996 — «Первый призыв»
- 1996 — «Война и любовь» (Bomba-Piter inc., СПб)
- 1999 — «Концерт в Вермеле» (Москва)
- 2005 — «Кайф клуб» (сборник)
- 2005 — «Концерт в клубе Манхэттен»
- 2006 — «Зато как погуляли» (студия «Тон-Мейстер», Н. Новгород)
- 2007 — «Два солнца, live» (концерт в г. Саров 15.12.2007 г.)
- 2011 — «Два Солнца» (Музыкальное издательство «Геометрия», г. Москва)
- 2019 — «Полковник» (трибьют)